# Xã Hot Springs, Quận Garland, Arkansas
Xã Hot Springs (tiếng Anh: Hot Springs Township) là một xã thuộc quận Garland, tiểu bang Arkansas, Hoa Kỳ. Năm 2010, dân số của xã này là 41.479 người.